# (35483) 1998 FQ12
1998 FQ12 (asteroide 35483) é um asteroide da cintura principal. Possui uma excentricidade de 0.21024380 e uma inclinação de 12.05155º.
Este asteroide foi descoberto no dia 20 de março de 1998 por Beijing Schmidt CCD Asteroid Program em Xinglong.